# Jack Cole (Choreograf)

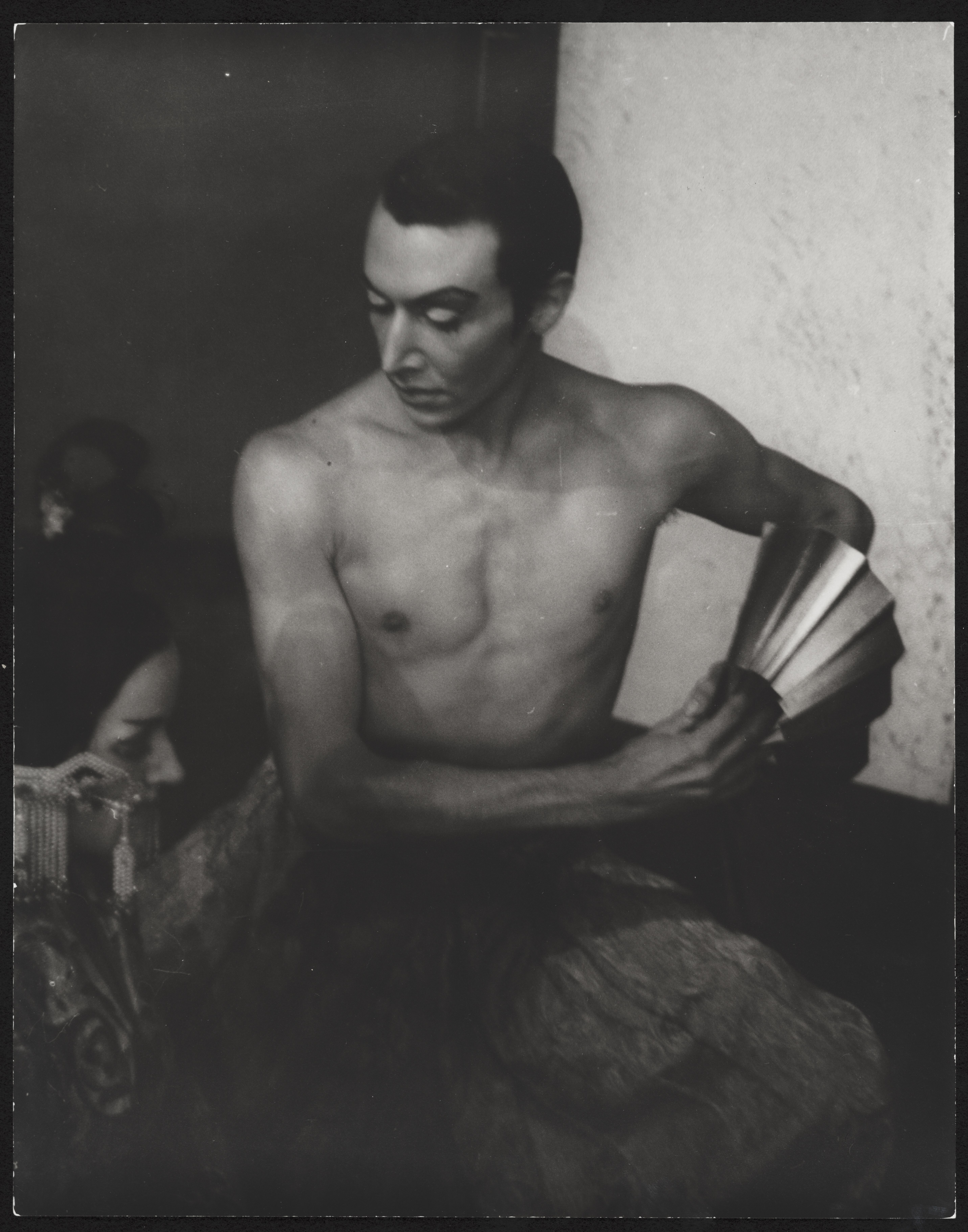
Jack Cole (1937) auf einer Fotografie von Carl Van Vechten

Jack Cole (* 27. April 1911 in New Brunswick, New Jersey; † 17. Februar 1974 in Hollywood, Los Angeles; eigentlich John Ewing Richter) war ein US-amerikanischer Tänzer und Choreograf.

## Leben
Cole wurde 1911 als John Ewing Richter in New Brunswick geboren. Bereits in jungen Jahren beschloss er, Tänzer zu werden. Nach einem Studium an der Columbia University erhielt Cole, der seit einem Unfall in seiner Kindheit auf einem Auge blind war, an der Denishawn School of Dancing and Related Arts seine tänzerische Ausbildung. Anschließend studierte er bei Doris Humphrey und Charles Weidman. Er widmete sich vor allem dem Modern Dance und trat ab 1933 mehrfach am New Yorker Broadway auf. Als Choreograf spezialisierte er sich auf Burlesque-Tanz und Jazz Dance. Dabei ließ er sich von ethnischen Tanzstilen, vor allem vom indischen Bharatanatyam, inspirieren. Im Laufe der Jahre etablierte er sich als einer der bedeutendsten Choreografen amerikanischer Tanzkunst und beeinflusste Tänzer wie Bob Fosse, Jerome Robbins, Gower Champion und Alvin Ailey.
Er ist jedoch vor allem für seine Zusammenarbeit mit den Schauspielerinnen Rita Hayworth und Marilyn Monroe bekannt, für die er in Hollywood Choreografien für mehrere Filme zusammenstellte. Zu diesen Arbeiten zählen Hayworths legendärer Striptease zu Put the Blame on Mame im Film noir Gilda (1946) sowie Monroes Tanzeinlagen in dem Filmmusical Blondinen bevorzugt (1953). In Vincente Minnellis Filmkomödie Warum hab’ ich ja gesagt? war er 1957 neben Gregory Peck und Lauren Bacall auch als Darsteller zu sehen. 
Er starb 1974 im Alter von 62 Jahren in Hollywood. 1995 wurde er postum für sein Lebenswerk mit dem American Choreography Award ausgezeichnet. Ihm zu Ehren wurde 2012 in New York das Musical Heat Wave: The Jack Cole Project auf die Beine gestellt, das sich an seinen Choreografien beim Film orientierte.

## Filmografie (Auswahl)
- 1945: Tonight and Every Night
- 1946: Gilda
- 1946: Der Jazzsänger (The Jolson Story)
- 1947: Eine Göttin auf Erden (Down to Earth)
- 1951: David und Bathseba (David and Bathsheba)
- 1952: Schwarze Trommeln (Lydia Bailey)
- 1953: Lili
- 1953: Blondinen bevorzugt (Gentlemen Prefer Blondes)
- 1954: Fluß ohne Wiederkehr (River of No Return)
- 1954: Rhythmus im Blut (There’s No Business Like Show Business)
- 1957: Die Girls (Les Girls)
- 1959: Manche mögen’s heiß (Some Like It Hot)
- 1960: Machen wir’s in Liebe (Let’s Make Love)

## Auszeichnungen
- 1966: Nominierung für den Tony Award in der Kategorie Beste Choreografie für Man of La Mancha
- 1995: American Choreography Award für das Lebenswerk (postum)